# Вирджил (рестлер)
Ма́йкл Джо́нс (англ. Michael Jones, 7 апреля 1951, Уилкинсберг, Пенсильвания — 28 февраля 2024, Канонсберг, Пенсильвания) — американский рестлер.
Он известен благодаря своей восьмилетней карьере в World Wrestling Federation (WWF), в основном в качестве личного помощника Теда Дибиаси под именем Ви́рджил (отсылка к настоящему имени Дасти Роудса). В течение четырёх лет в World Championship Wrestling (WCW) он выступал под именами Ви́нсент (отсылка на Винса Макмэна), Шейн (отсылка на Шейна Макмэна) и Кудрявый Билл, а также под своим настоящим именем, под которым он проиграл все матчи.

## Смерть
С 2018 года Джонс проживал в Марианне, Пенсильвания. 16 апреля 2022 года он рассказал, что ранее перенес два инсульта и у него было диагностирована деменция. Месяц спустя он сообщил, что у него диагностирована вторая стадия рака толстой кишки.
Джонс умер 28 февраля 2024 года в возрасте 72 года.

## Титулы и достижения
- American Wrestling Association
  - Интерконтинентальный чемпион AWA в тяжёлом весе (1 раз)[6]
  - Командный чемпион Юга AWA (1 раз) — с Рокки Джонсоном[7][8]
- New Jack City Wrestling
  - Чемпион NJCW в тяжёлом весе (1 раз)[9]
- Pro Wrestling Illustrated
  - № 74 в топ 500 рестлеров в рейтинге PWI 500 в 1992[10]
- United States Wrestling League
  - Интерконтинентальный чемпион USWL (1 раз)[9]
- World Wrestling Federation
  - Чемпион на миллион долларов (1 раз)[11]
- Wrestling Observer Newsletter
  - Лучший образ (1996) — nWo
  - Худшая вражда года (1996) New World Order пр. World Championship Wrestling